# Обувка на висок ток
Обувките на висок ток са вид обувки, при които токът, в сравнение с носа на обувката, е значително по-високо над земята. Такива обувки не само защитават крака от земята, а карат човек да изглежда по-висок и акцентират върху триглавия подбедрен мускул и дължината на крака като цяло. Съществуват различни видове високи токове по света, в различни стилове, цветове и материали. Обувките на висок ток имат голямо културно и модно значение, което е било изваяно през последните хиляда години. Носенето на обувки на висок ток в днешно време се свързва с определени здравословни проблеми.

## История
Обувките на висок ток имат дълга история и датират поне от 10 век. Персийската кавалерия, например, носи вид ботуш с ток, който помага на краката им да останат на стремената. Токовете позволяват на яздещите стрелци да стоят изправени на галопиращи коне безопасно. Тенденцията впоследствие е наследена от каубоите. Притежаване на кон в миналото е скъпо и времеемко, така че носенето на обувки на токове започва да внушава, че носещият ги е заможен. Тази практична употреба на токовете поставя стандарта на повечето обувки за езда. През 12 век обувките на висок ток се появяват в Индия. През Късното Средновековие хората започва да носят повдигнати обувки, тъй улиците изобилстват с боклуци и екскременти.

### 18 век
Съвременните обувки на висок ток са донесени в Европа от пратениците на Абас I Велики в началото на 17 век. По това време хората ги насят единствено, за да покажат високия си статут в обществото. Само човек, който не е трябвало да работи, е можел да си позволи да носи такива екстравагантни обувки. Благородници като Луи XIV носят обувки на високи токове, за да покажат статута си. С течение на времето и други хора от обществото започват да носят обувки на висок ток, поради което елитът нарежда токовете им да се правят още по-високи, за да се разграничат от другите класи. По това време властите започват да регулират височината на тока в зависимост от ранга в обществото. Когато жените започват да присвояват този стил, ширината на тока се променя по друг начин – мъжете носят дебели токове, докато жените носят тънки. С настъпването на Просвещението логическите идеали превземат европейските общества и мъжете постепенно спират да носят обувки на висок ток. След Френската революция от края на 18 век, високите токове, женствеността и повърхностността започват да се преплитат. По този начин високите токове започват да се свързват много повече с женското привидно чувство за непрактичност и екстравагантност.
През 30-те години на 18 век популярни са обувките с широки токове, извит нос нагоре и закопчалки. Към средата на столетието се популяризират по-тънките токове. Тенденцията продължава до края на века, като се добавят различни комбинации от цветове.
През 1770 г. във Великобритания е издаден указ от парламента, според който следва да се прилагат същите наказания като за вещерство, ако високите токове се използват от жена за прелъстяване.

### 19 век
Към 1810 г. високите токове вече не са на мода. Въпреки това, нови видове токове се разработват, а производството им се увеличава значително с изобретяването на шевната машина в средата на века. Благодарение на тези машини, обувките вече се произвеждат бързо и евтино. Това е пример за това как популярността на токовете си взаимодейства с културата и технологията на времето.

### 20 век
Двадесети век донася на света две световни войни, през които много държави въвеждат военни регулации в почти всички аспекти на бита. Това включва и материали, които до този момент са се използвали за направата на обувки на високи токове: коприна, гума или кожа, които са заменени с корк и дърво. Друг резултат от войните е и увеличаването на международните отношения и по-широко разпространение на модата чрез фотографии и филми, които спомагат също и за разпространението на модата на високи токчета. Пример за това са леките обувки на висок ток с изрезки или каишки на глезена, комбинирани с отворен пръст. Тяхната практичност и професионален облик се харесват на новия забързан начин на живот на много жени.
Освен това Втората световна война води до популяризирането на пинъп плакатите, които войниците често закачат над леглата си по време на война. Почти всички такива плакати изобразяват момичета, носещи високи токове, което води до утвърждаване на връзката между високите токове и женската сексуалност. Високото и тънко шилообразно токче е изобретено през 1950 г. и допълнително затвърждава връзката между жените, сексуалността и външния вид. Все пак, това токче не се радва на особена популярност в края на 60-те и началото на 70-те години, а също и в края на века, когато ръбестите токове са по-популярни.

### 21 век
Сложната история на високите токове води до различни мнения за тях сред днешното общество. Поначало, те се носят почти винаги от жени. Също така, еротични списания като Playboy и други често изобразяват жени по сексуален начин именно чрез обувки на висок ток. Според някои учени по психология, високият ток акцентира върху специфичните за секса аспекти на женската походка, като по този изкуствен начин се увеличава женствеността на дамата. Съответно, извиването на гърба на жената, улеснявано от носенето на високи токчета, сигнализира за желанието на жената да бъде ухажвана от мъж. Имайки предвид този скрит сексуален контекст, в повечето случаи токчетата се считат за модерни сред жените. Все пак, те се приемат и за част от официалното облекло, когато се носят с рокля или панталони. В крайна сметка, културните ценности през 20 и 21 век диктуват, че обувките на висок ток са нормата за жените в професионална среда. Някои изследователи смятат, че високите токове дори са станали част от женската работна униформа. Често обувките на висок ток представляват дилема за жените, тъй като им носят психосексуални ползи, но са вредни за здравето им.

## Здравословни проблеми
Носенето на обувки на висок ток е тясно свързано с наранявания - дори такива, изискващи болнична помощ. Хората, които често ходят на високи токчета, падат по-често, особено при височина на токчетата над 2,5 cm, дори и да не носят обувки на токчета по време на падането. Носенето на обувки на висок ток е свързано и с мускулно-скелетни нарушения, по-конкретно болки в параспиналните мускули (около гръбнака) и в петата.
Изследване от 2001 г. сред 200 жени заключава, че 58% от жените се оплакват от болки в кръста, когато носят обувки на висок ток, както и че 55% от жените усещат най-силна болка в гърба, когато са на най-високите си токчета. Учените обясняват, че с нарастване на височината на тока, тялото е принудено да приема неестествена стойка, за да поддържа центъра си на гравитация. Това променено положение оказва повече натиск и напрежение върху долния лумбален прешлен, което обяснява защо жените се оплакват от силна болка в гърба при по-голяма височина на тока. Увеличаването на височината на тока води до увеличаване на напрежението под всяка предноходилна кост на стъпалото. Освен това най-високите токчета причиняват постоянно напрежение, което не може да се разпредели равномерно по стъпалото.
Установено е, че продължителното носене на обувки на висок ток скъсява дължината на определени мускулни снопове в прасеца и сковава ахилесовото сухожилие. Освен това мускулните снопове са подлагани на по-голямо напрежение, тъй като ходенето на високи токчета изкривява ходилото в определена неестествена позиция.
Продължителното носене на обувки на висок ток, също така, води до развиването на т. нар. буниони - характерна деформация на крака. По-нататъшни проучвания разкриват, че възможно последствие от носенето на обувки на висок ток е повишаването на налягането във вените. Това от своя страна означава, че при постоянно ходене на високи токчета е по-вероятно развиването на разширени вени на краката.

## Галерия
- Обувки на висок клин ток
- Обувка на 15-сантиметров ток
- Обувки за танго